# سارة كلاين
سارة كلاين (بالإنجليزية: Sarah Klein)‏ هي عداءة مراثونية أسترالية، ولدت في 19 أبريل 1985.

## وصلات خارجية
- سارة كلاين على موقع الاتحاد الدولي لألعاب القوى (الإنجليزية)
- سارة كلاين على موقع النتائج التاريخية لألعاب القوى الأسترالية (الإنجليزية)
- سارة كلاين على موقع اتحاد ألعاب الكومنولث (مؤرشف) (الإنجليزية)